# Słowotok
Słowotok (z gr. logorea, λόγος 'słowo' i ῥέω 'prąd') – zaburzenie w komunikacji objawiające się bezładną, szybką mową. Czasami klasyfikowany jako choroba psychiczna, objawiająca się bezładną, niespójną gadatliwością. Słowotok jest obecny w zaburzeniach psychiatrycznych i neurologicznych m.in. w afazji, lezjach kory mózgu w obszarze wzgórza, maniach i zazwyczaj w schizofrenii katatonicznej.
W przypadkach słowotoku występuje ciągłe mówienie, bądź bełkotanie, do kogoś, lub częściej  do samego siebie. Osoba może powtarzać pojedyncze słowa lub wyrażenia, często bez sensu. Przyczyny słowotoku pozostają słabo poznane, jednak wiadomo, że funkcje powiązane z mową są zlokalizowane w płacie czołowym.
Słowotok jest podstawowym symptomem choroby, która powinna być bezzwłocznie leczona. Większość możliwych przyczyn słowotoku dobrze reaguje na leki.